# Churfirsten
Churfirsten är en mindre bergskedja med – beroende på hur man räknar – sex till tretton bergstoppar i kantonen Sankt Gallen i östra Schweiz. De hör till Appenzelleralperna och ligger mellan Toggenburg och Walensee.
Churfirsten är en relativt ung bergskedja av kalksten. Den är symbolen för Toggenburg och topparna är framträdande kännemärken för Sarganserland.

## Topparna

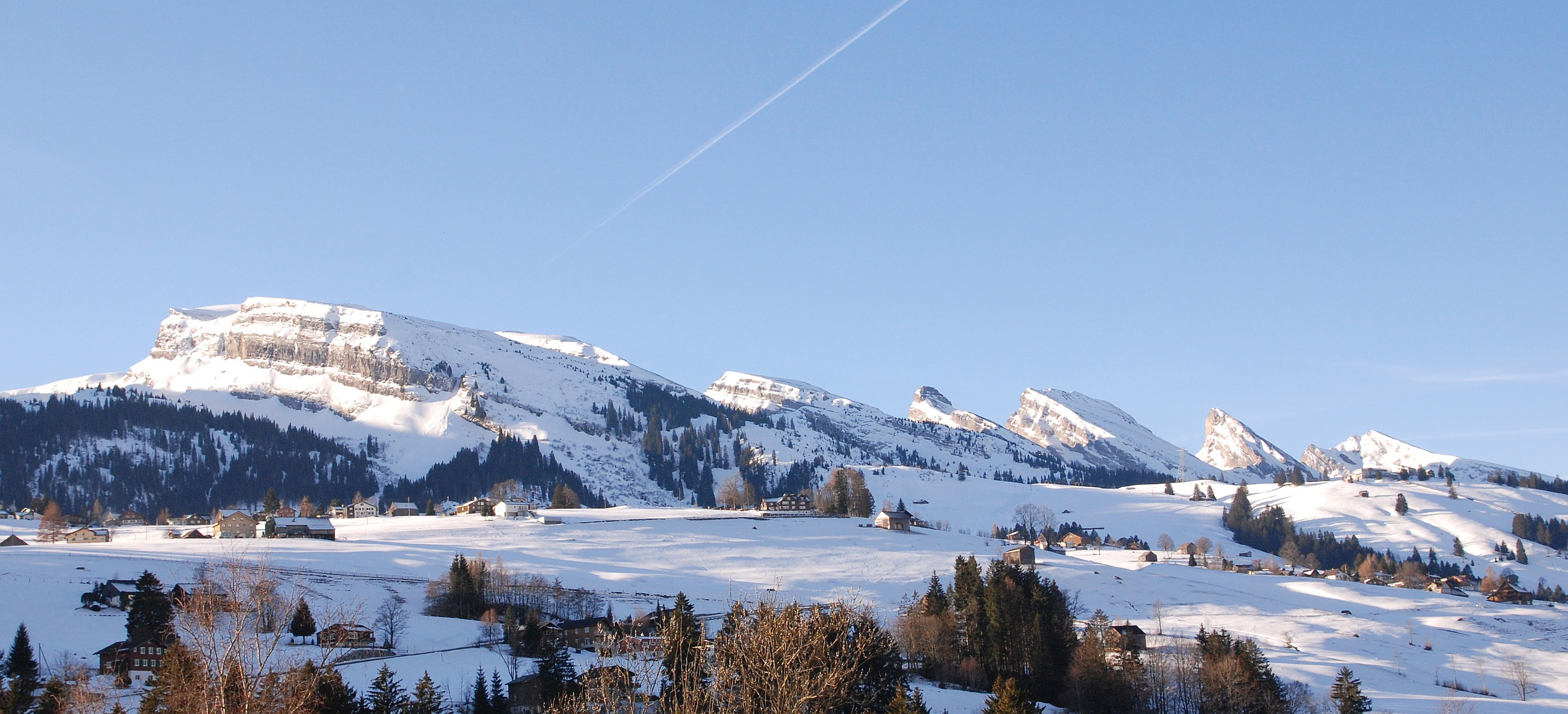
Churfirsten vintertid.

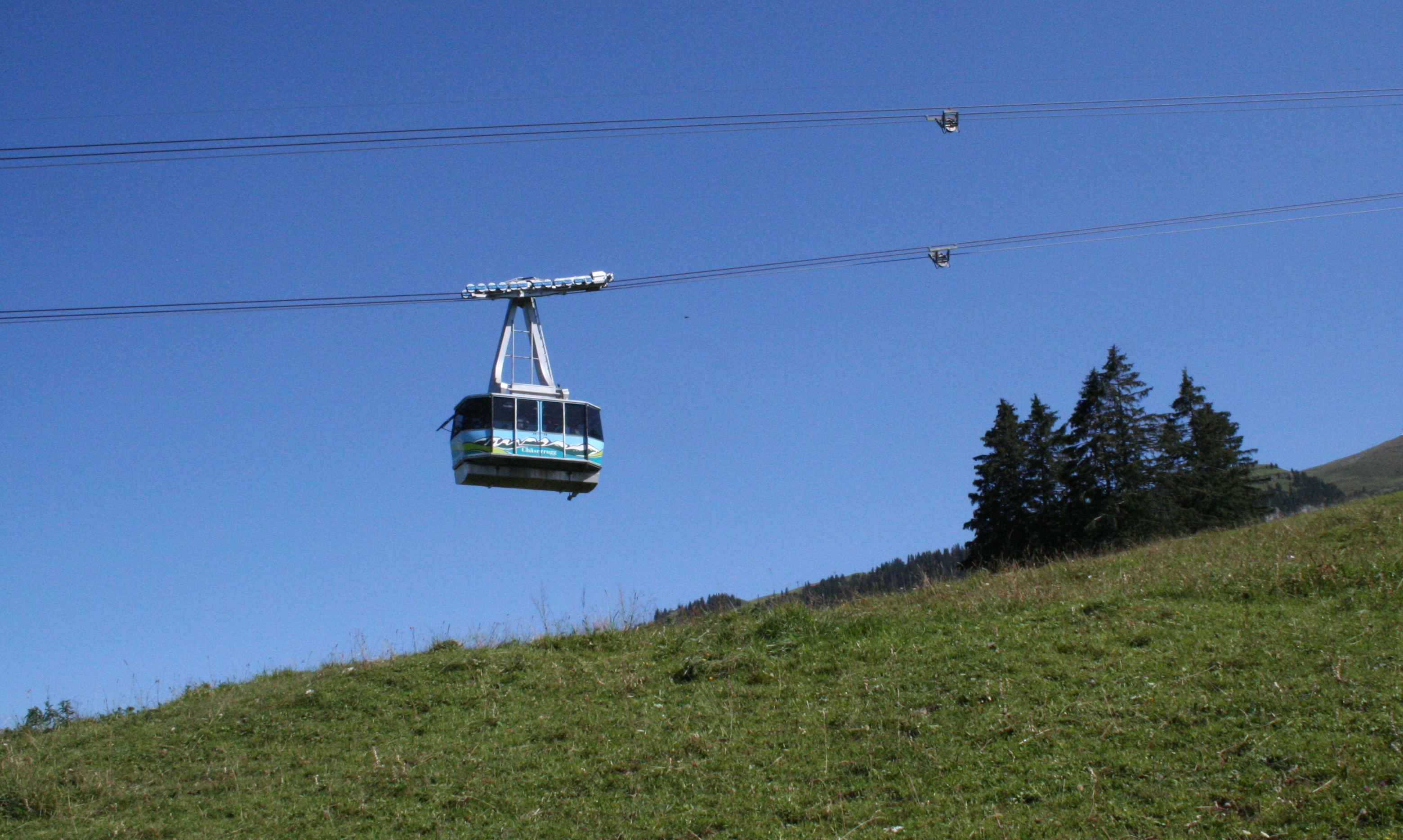
Linbanan upp till Chäserrugg.

De ”sju Churfirsten” som de kallas bland annat inom turismreklamen, heter från väster till öster:
- Selun (2 205 m)
- Frümsel (2 263 m)
- Brisi (2 279 m)
- Zuestoll (2 235 m)
- Schibenstoll (2 234 m)
- Hinterrugg (2 306 m)
- Chäserrugg (2 262 m)

På Selun finns karstgrottan Wildenmannlisloch, där man tror att hittebarnet Johannes Seluner bodde.
De toppar som inte är ”officiella” ligger längre västerut:
- Wart (2 068 m)
- Schäären (2 171 m)
- Nägeliberg (2 163)
- Leistchamm (2 101 m)

Att det minsta antal toppar skulle vara sex stycken har att göra med det faktum att Chäserugg egentligen inte ens räknas som sekundär topp, eftersom den inte ligger minst 30 meter från Hinterrugg; avståndet är endast 14 meter.
Chäserrugg med sin topprestaurang kan nås med först bergbana från Unterwasser till Iltios och därifrån med linbana upp till Chäserrugg.

## Namn
Namnet Churfirsten kommer från det Tysk-romerska rikets sju kurfurstar. De sju topparna påminner om ett populärt medeltida motiv av det tyska valkollegiet, vilket även är skälet till att man gärna ser antalet toppar som sju stycken.